# Canoa Quebrada
Pour les articles homonymes, voir Quebrada.
 (août 2011).
Si vous disposez d'ouvrages ou d'articles de référence ou si vous connaissez des sites web de qualité traitant du thème abordé ici, merci de compléter l'article en donnant les références utiles à sa vérifiabilité et en les liant à la section « Notes et références ».

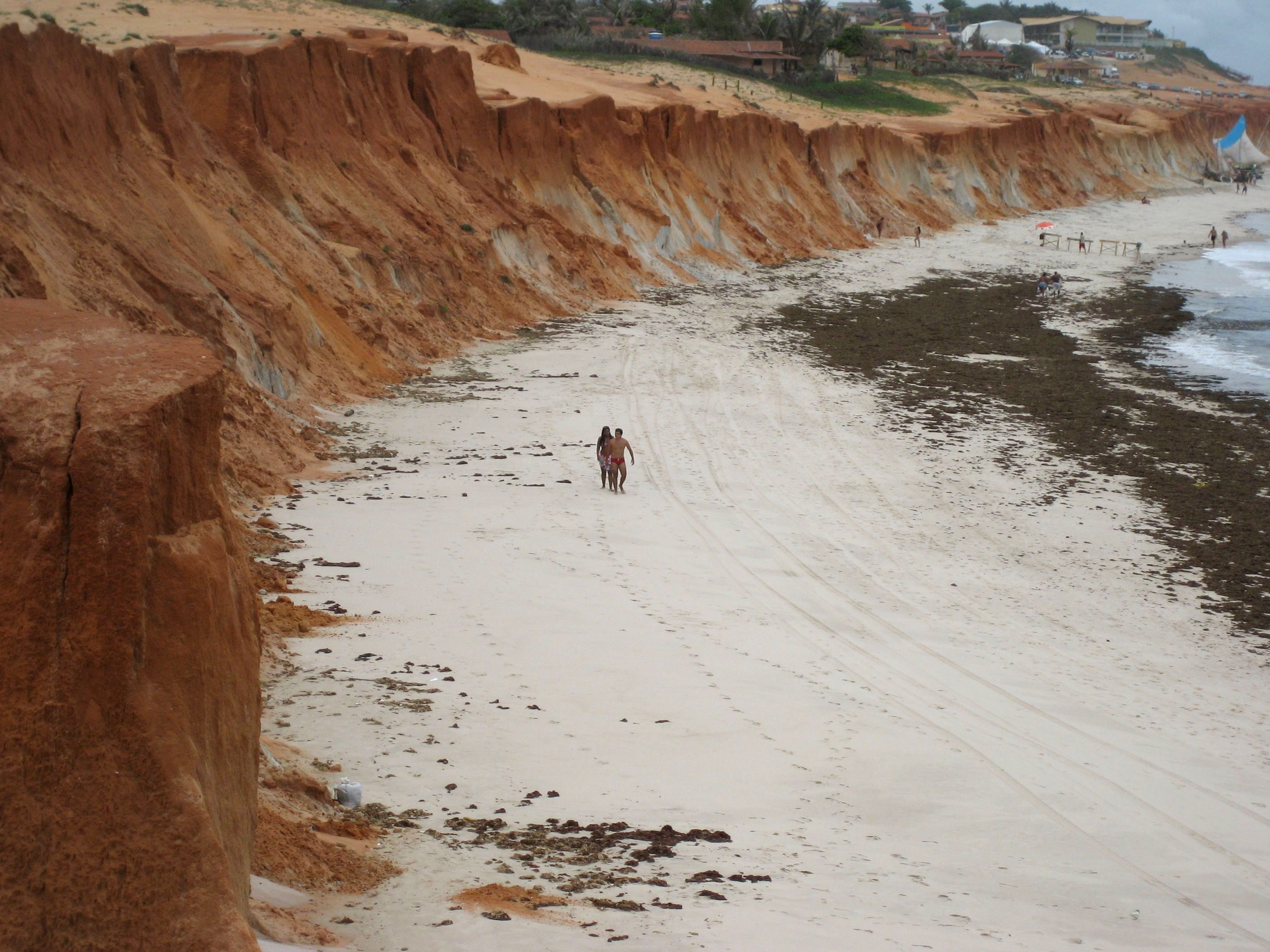
Plage de Canoa Quebrada

Canoa Quebrada est une plage très fréquentée par les touristes de l'État du Ceará au Brésil, à 164 kilomètres au sud de Fortaleza.
La plage est située au pied d'une falaise de 10 à 15 mètres aux sables de diverses couleurs. Le village est très actif aussi bien le jour que la nuit en raison de l'activité touristique.

## Histoire

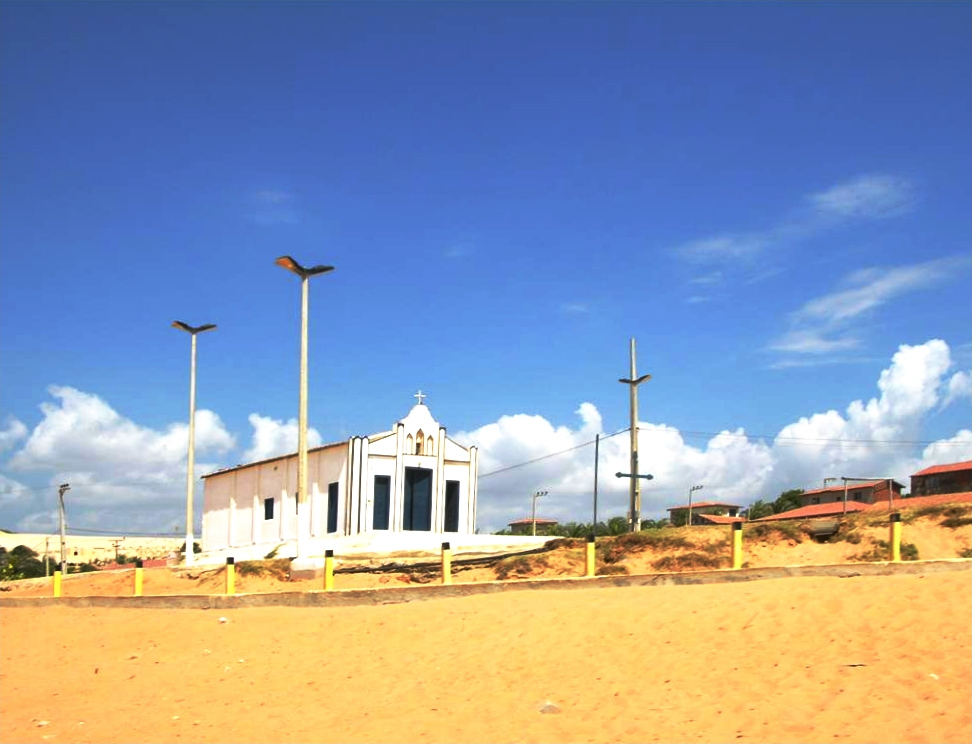
Chapelle de la Ville de Canoa Quebrada

La population est née du petit village de pêche d'Esteves. L'endroit est découvert par les cinéastes de la Nouvelle Vague dès les années 1960 et depuis a subi un choc culturel duquel résulte un sentiment de liberté qui perdure aujourd'hui.
L'endroit devenu populaire attire des membres du mouvement hippies dans les années 1970 qui trouvèrent un lieu isolé, habités par une population simple et hospitalière. Quelques-uns s'installèrent là et se marièrent. On rencontre ainsi de nombreux descendants français, Suisses et européens en général.
L'endroit est devenu le premier site touristique du Ceará, une oasis au milieu des dunes de sable, où les habitants et touristes se rencontrent le soir sur l'avenue principale que l'on surnomme « Brodway ».
Depuis 2010
, la région est protégée en tant que « aire de protection environnementale de Canoa Quebrada » ; les autorités locales ont défini une zone de protection environnementale de plus de 4 000 hectares.